# 佐伯ラーメン

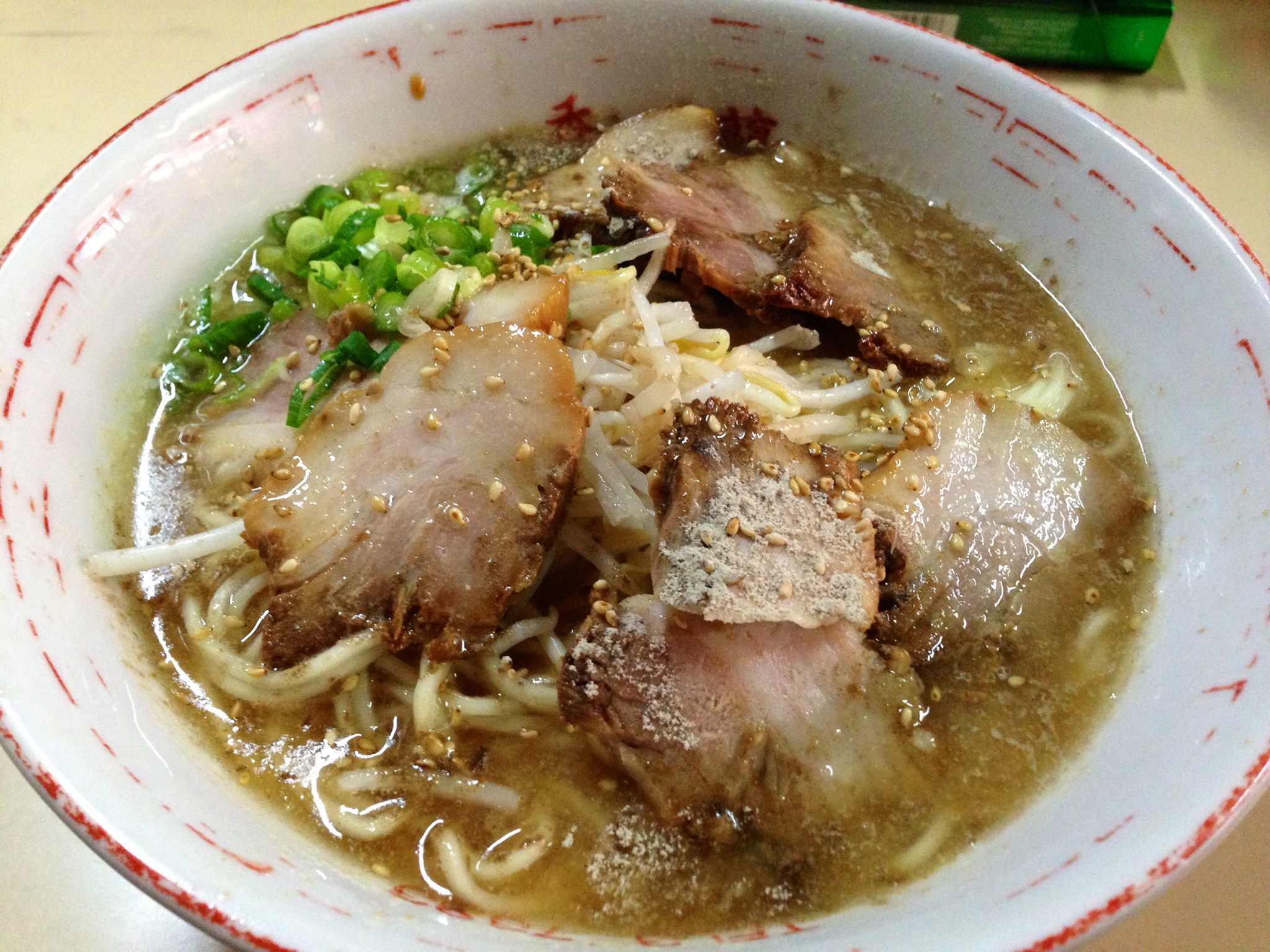
佐伯ラーメン

佐伯ラーメン（さいきラーメン）は、大分県佐伯市のご当地ラーメンである。醤油豚骨系スープに中太ゆる目の麺が特徴。
店によっては豚骨と魚介のダブルスープ（魚介には地元特産のいりこダシを使用）とするところもある。

## 概要
味の継承としては閉店した「上海」「香蘭」や、現存する「藤原来々軒」の影響を受け、少しずつではあるが店によって組み立てが異なる。
大きくとらえると「しょっぱい、油っこい、ニンニクパウダー、コショウ多目、麺ゆる目、スープ少な目」や、トッピングとして、チャーシュー、ゴマ、ネギ、モヤシの中から最低4、5項目が配されると佐伯ラーメンと定義づけられる。

## 歴史
佐伯市では、昔から漁業や造船業といった汗をかく仕事が多い土地柄であった。
加えて山が近いため、朝には海風が吹き上げて、夕暮れなどは吹きおろしの強い陸風が吹く。
そのため、暖かく塩分補給を考慮した塩気が強い佐伯ラーメンが生まれたと言われている。
また、大分市内や宮崎などの隣地のラーメンとは違った路線を進んでおり、“ガラパゴス的ラーメン”や”攻撃的豚骨”とも評価されている。。

## メディア・広域展開など
2012年に江藤健続を会長に桑原ひろし、三崎陽一郎、伊東慎一郎、伊勢仁志、寺嶋克紀の6人によるボランティアメンバーにより「佐伯ラーメン愛好会」が発足。佐伯ラーメンを全国ブランドに推し進めるべく活動が開始される。
2013年に会長の江藤とラーメン評論家の大崎裕史との出会いがきっかけとなり、明星食品から大崎裕史監修のカップ麺「明星 大崎裕史の美味しさ新発見! 大分佐伯醤油豚骨ラーメン」が発売。
同年11月6日にはローソンからレンジ温めタイプ「佐伯ラーメン愛好家監修 ローソン佐伯ラーメン」が発売され、佐伯ラーメンを全国展開で商品化することに成功した。
佐伯ラーメンの更なるブランディング活動の為、江藤がラーメンプロデューサーして知られる東京都新宿区高田馬場の「渡なべ」店主、渡辺樹庵と業務契約を結び、ラーメンの開発やプロデュース依頼などブランド展開の戦略的な準備を進めた。
同年、東京ラーメンショーの大会実行委員長でもある大崎からラーメンショー出店のオファーが届き、出店を受諾。
出店に向け江藤はラーメンのプロデュースと会場設営及び運営の渡邊に委託し、「佐伯ラーメン愛好会」名義で出場。初出場で総合3位と活躍を見せた。
続けて2014年も出場し1万杯以上の提供で総合4位という健闘を見せ、2016年まで4年連続出場の大会記録を樹立。
東京のラーメンファンに佐伯ラーメンのブランドを高くアピールする結果を残した。
佐伯ラーメン愛好会は他のラーメンイベントに出店し、現在も全国的な知名度向上活動を継続している。
佐伯ラーメン愛好会名義で出店したイベント
- 2013年 - 東京ラーメンショー
- 2014年 - 東京ラーメンショー、大阪ラーメンEXPO
- 2015年 - 東京ラーメンショー、ふくしまラーメンショー
- 2016年 - 東京ラーメンショー
- 2017年 - 岩手ラーメンフェス、つくばラーメンフェス[7]、ラーメン優駿2017秋の陣[8]
- 2018年 - 名古屋ラーメンまつり、全国ラー麺フェスin長崎、全国らーめん祭りin静岡[9]、ラーメン女子博in大阪[10]
- 2019年 - 東京ラーメンショー、ミヤテレラーメンライブ[11]

佐伯ラーメンの普及活動は愛好会だけでなく、2015年には大分県技術・市場交流プラザ佐伯が「佐伯のラーメンマップ」のWebサイトをオープンしたことや、情報を発信共有する地元グループ「佐伯ラーメンFAN」が発足されるなど、市や地元民によるPR活動も始まり、県外でも2015年にラーメン王の石神秀幸の「極み麺selection第4弾」に渡辺樹庵プロデュースの「大分佐伯ラーメン」が東京都豊島区池袋で期間限定で出店され、2016年に神奈川県横浜市港南区下永谷に渡辺樹庵プロデュースの佐伯ラーメン専門店「niるい斗」のオープンなど、佐伯ラーメンの積極的な全国展開が進んでいる。

## エピソード
元々、御当地ラーメンとして認知度が低い佐伯ラーメンだったが、「佐伯ラーメン愛好会」の会長である江藤健続とラーメン評論家の大崎裕史との出会いが、後のカップ麺の販売や東京ラーメンショーへの出店など、ブランド展開の大きな転機となった。
「自称日本一ラーメンを食べた男」の大崎裕史が佐伯ラーメンを初めて食したのは、2001年の「大分県南部地方にあるマニアックなラーメン店ツアー」で、「香蘭」のラーメンを食べ終え、表で待っている間にまた食べたくなったから、と記述している。
「ラーメン研究家」の石山勇人は大分のラーメン本製作のため度々来県しているが「佐伯ラーメンだけは、久留米からの流れか? 九州豚骨圏にあって、どの系譜を持っているのか見当がつかないほど独特」とのコメントをしている。
イベントで佐伯ラーメンのプロデュースをした渡辺樹庵は、佐伯ラーメン好きとして知られており、大学時代に全国のラーメンを食べ歩きしていた時に食した「香蘭」がきっかけと言われている。
当時の大分県の交通網は疲弊しており、空港から佐伯に来るには4時間以上を要し「二度と来ることはないと思った」とも後述している。
2004年に閉店した佐伯ラーメンの元祖とも言える「上海」の直系店が2016年に大分県旦野原にオープン。
店主の古戎浜喜は上海の常連で、上海女将よりレシピを受け継いだ。諸事情で一旦閉店したものの、2018年に古戎の次男、古戎喜紀が受け継ぎ再オープンした。